# بیورن ثورس
بیورن ثورس (ایسلندی: Björn Thors؛ زادهٔ ۱۲ ژانویهٔ ۱۹۷۸) بازیگر اهل ایسلند است.
از فیلم‌هایی که وی در آن‌ها نقش داشته‌است، می‌توان به عمیق و کاتلا اشاره نمود.